# Гвадијана
Гвадијана или Одијана је река која се налази на португалско-шпанској граници, раздвајајући Екстремадуру и Андалузију у Шпанији од Алентеже и Алгарве у Португалији. Река и њене притоке теку од истока ка западу. Дужина тока износи 829 km, што чини ову реку четвртом по дужини на Пиринејском полуострву. Басен Гвадијане има површину од 68,000 km² .

## Слив реке
Од укупне дужине реке 578 km је на територији Шпаније, 140 на територији Португалије, а 100 km је подељено између ове две земље; 81,9% басена се налази у Шпанији (55,513 km²), а 17,1% у Португалији (11,620 km²). На њеном речном сливу постоји преко тридесет брана.
Сигуела је десна притока Гвадијане, дуга је 225 km.